# شیبا یوشی‌تاتسو
شیبا یوشی‌تاتسو (به ژاپنی: 斯波義達) (۱۴۸۶-۱۵۶۹احتمالاً) در دوره سنگوکو، شوگو دایمیو، دایمیوی دوره سنگوکو، شوگوی (فرماندار) ولایت اواری و ولایت توتومی و همچنین سیزدهمین رهبر خاندان شیبا بود. پدر وی شیبا یوشی‌هیرو نام داشت و پدربزرگ وی شیبا یوشی‌توشی یکی از شخصیت‌های محوری شورش اونین بود. پسر وی و رهبر بعدی خاندان شیبا؛ شیبا یوشی‌مونه نام داشت.

## شوگودای ولایت اواری
```
شوگو
           شیبا یوشی‌تاتسو
 ┃
 ┓━━━━━━━━━━━━━━━━━━━━━━━━━━━━━┻━━━━━━━━━━━━━━━━━━━━━━━━━━━━━━━━━━━━━━┏

شوگودای
 
خاندان کیوسواودا (اودا یاماتو نو کامی)
   
خاندان ایواکورااودا (اودا ایسه نو کامی)

 ┃
تابع 
کیوسو سان بوگیو
```